# Fugueuse (série télévisée, 2021)
Pour les articles homonymes, voir Fugueuse et Fugueuses (film).
Ne doit pas être confondu avec Fugueuses (film) ou Fugueuse.
Fugueuse est un téléroman français en six épisodes de 42 minutes d'après la série québécoise créée par Michelle Allen, et diffusé du 23 septembre au 15 octobre 2021 sur TF1.
En décembre 2018, TF1 achète les droits de diffusion de la série originale (pour TF1 Séries Films), mais prévoit aussi en faire une adaptation française. Elle met en vedette Romane Jolly (Lea), Sylvie Testud (la mère), Fanny Cottençon (la grand mère), Julie Depardieu (la mère de Camille), Michaël Youn (le père de Léa), Willy Cartier (Nico), Stanley Weber et Nathanaël Beausivoir.

## Synopsis
Jeune femme de 16 ans sans histoire, Léa n'a qu'un rêve : devenir danseuse professionnelle.
Lors d'une soirée en boîte, elle rencontre Nico, jeune rappeur en devenir dont elle tombe amoureuse et qui lui offre de participer à ses clips.
Attirée par ce monde de la nuit et ses opportunités qui s'offrent à elle, c'est en réalité dans une spirale infernale que Léa vient de s'engouffrer.
Sous le regard impuissant d'une famille pourtant aimante, Léa s'enfonce inexorablement.
Jusqu'où Léa ira-t-elle par amour ?

## Fiche technique
- Réalisation : Jérôme Cornuau
- Scénario : Manon Dillys et Jérôme Cornuau
- Musique originale : Armand Amar
- Société de production : Vema Production, Les Gens, RTBF, TF1
- Producteurs exécutifs :
- Diffuseur : RTBF, TF1
- Pays de production :  France
- Langue originale : français
- Durée : 6 × 52 minutes
- Dates de diffusion :
  - France : 23 septembre 2021 sur TF1
  - Belgique : RTBF
  - Suisse romande :

## Distribution
Sauf indication contraire, les informations mentionnées dans cette section peuvent être confirmées par la base de données cinématographiques Allociné,  présente dans la section « Liens externes ».
- Romane Jolly : Léa
- Sylvie Testud : Isabelle
- Michaël Youn : Stéphane
- Fanny Cottençon : Françoise
- Julie Depardieu : Sylvie
- Stanley Weber : Yohan
- Shirine Boutella : Farah Azem
- Arié Elmaleh : Philippe
- Willy Cartier : Nico
- Nathanaël Beausivoir : Micka
- Margot Dufrene : Chris
- Mona Berard : Camille
- Lucille Guillaume : Marie
- Ilies Kadri : Mehdi
- Axel Naroditzky : Mathias
- Vicki Andren : Inès
- Yseult : Yseult
- Louis Ould Yaou : Vincent
- Tatiana Seguin : Myriam
- Augustin Raguenet : Vlad
- Estelle Lescure : Maria

Distribution principale.
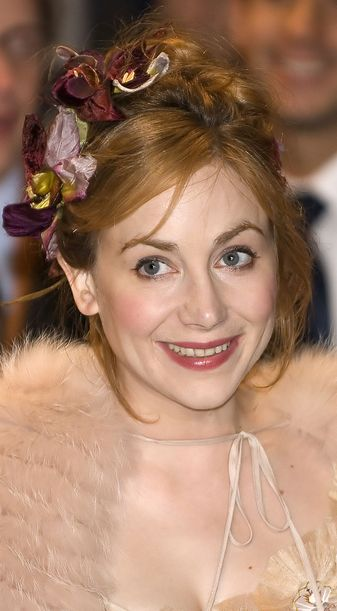
Julie Depardieu
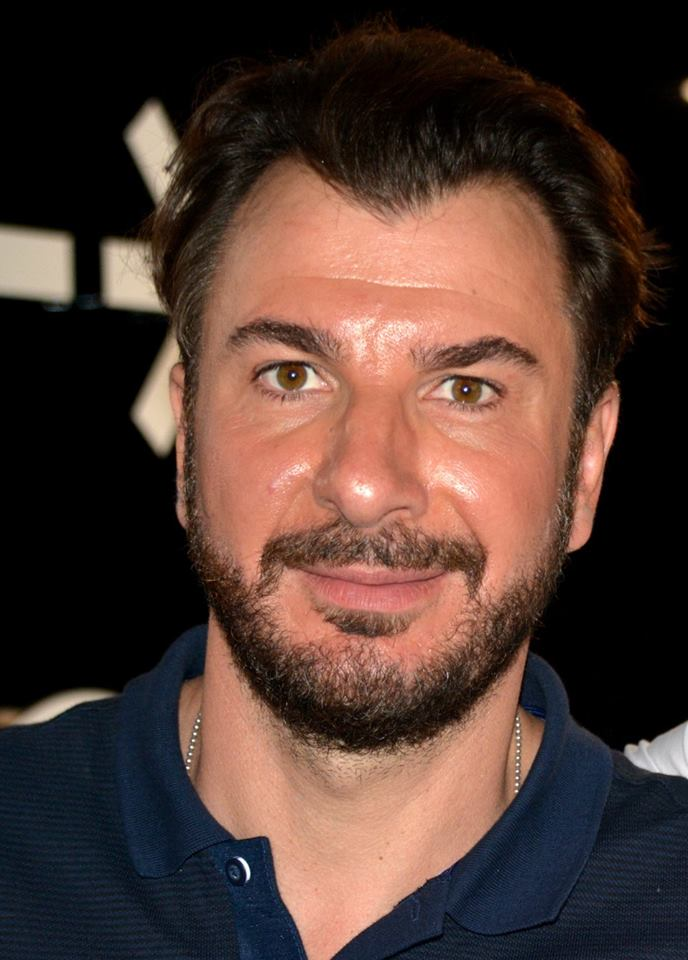
Michaël Youn

## Audiences
| Épisode        | Diffusion               | Diffusion      | Audience moyenne          | Audience moyenne                       | Classement des audiences | Réf.  |
| Épisode        | Jour                    | Horaire        | Nombre de téléspectateurs | Part de marché (sur les 4 ans et plus) | Classement des audiences | Réf.  |
| -------------- | ----------------------- | -------------- | ------------------------- | -------------------------------------- | ------------------------ | ----- |
| 1              | Jeudi 23 septembre 2021 | 21:05 - 22:00  | 3 912 000                 | 17,6 %                                 | 2e                       | [ 3 ] |
| 2              | Jeudi 23 septembre 2021 | 22:00 - 22:55  | 3 268 000                 | 18,8 %                                 | 2e                       | [ 3 ] |
| 3              | Jeudi 30 septembre 2021 | 21:05 - 22:00  | 3 753 000                 | 17,6 %                                 | 1er                      | [ 4 ] |
| 4              | Jeudi 30 septembre 2021 | 22:00 - 22:55  | 3 353 000                 | 19,9 %                                 | 1er                      | [ 4 ] |
| 5              | Jeudi 14 octobre 2021   | 21:05 - 22:00  | 4 024 000                 | 19,6 %                                 | 1er                      | [ 5 ] |
| 6              | Jeudi 14 octobre 2021   | 22:00 - 22:55  | 3 728 000                 | 23,2 %                                 | 1er                      | [ 5 ] |
|                |                         |                |                           |                                        |                          |       |
| Moyenne finale | Moyenne finale          | Moyenne finale | 3 673 000                 | 19,4 %                                 | -                        | [ 6 ] |

- Le plus haut chiffre d'audience
- Le plus bas chiffre d'audience